# Poecilocalyx crystallinus
Poecilocalyx crystallinus är en måreväxtart som beskrevs av Nicolas Hallé. Poecilocalyx crystallinus ingår i släktet Poecilocalyx och familjen måreväxter.
Artens utbredningsområde är Gabon. Inga underarter finns listade i Catalogue of Life.